# كرة القدم الإيطالية 90
كرة القدم الإيطالية 90 و هي لعبة فيديو لكرة القدم صنعها Dardari Bros و وزعت عن طريق Simulmondo في عام 1988 
أصبحت اللعبة الأولى من بين الكثير من الألعاب غير الرسمية التي كان سيتم إصدارها لكأس العالم 1990 .

## إصدارات
أصدرت اللعبة لأميغا وكومودور 64 في إيطاليا.

## أنظر أيضا
- كأس العالم لكرة القدم: إيطاليا '90 - اللعبة الرسمية
- كأس العالم إيطاليا 90 (تيرتيكس)
- إيطاليا 1990 كود ماسترز